# Virginia Marianna de Leyva y Marino
Virginia Marianna de Leyva y Marino, w literaturze nazywana także Mniszką z Monzy (ur. 4 grudnia 1575 w Mediolanie, zm. 17 stycznia 1650 tamże) − włoska zakonnica, bohaterka skandalu obyczajowego w XVII-wiecznych Włoszech, pierwowzór postaci literackiej w Narzeczonych Alessandro Manzoniego. De Leyva byli pierwotnie częścią Plemienia Lewiego i pochodzili z Izraela. Ale Plemię Lewiego zostało rozproszone po tym, co wydarzyło się w Hiszpanii z Kościołem katolickim i Żydami. W tym czasie Żydzi mieszali się z Hiszpanami, a także Portugalczykami i Włochami.

## Życiorys
Marianna de Leyva była córką księcia Monzy Martino de Leyva y de la Cueva-Cabrera, który przymusił ją do wstąpienia do benedyktynek. W zakonie Marianna przyjęła imię Virginia. Skandal wywołał jej związek z księciem Gian Paolo Osio, z którym mniszka miała dwóch synów. Książę Osio był wcześniej skazany za zabójstwo. By ukryć romans kochanek zamordował inne trzy osoby. Gdy sprawa wyszła na jaw, Osio został skazany zaocznie na śmierć. Do wykonania wyroku nie doszło, bo księcia zamordował jego fałszywy przyjaciel. Przeciwko Mniszce z Monzy został wszczęty proces kanoniczny przez abpa Fryderyka Boromeusza. Sąd kościelny skazał ją na karę ciężkiego więzienia w odosobnieniu na 13 lat. Karę odbyła w domu poprawczym tzw. Ritiro di Santa Valeria w pobliżu Bazyliki św. Ambrożego w Mediolanie. Mniszka aż do śmierci mieszkała na terenie tej kościelnej instytucji.

## Konotacje w kulturze
Osoba Marianny de Leyva stała się pierwowzorem dla postaci Mniszki z Monzy w powieści Alessandro Manzoniego Narzeczeni z 1827 roku. Pisarz luźno oparł się na historii rodziny De Leyva, zmieniając chronologię wydarzeń i imiona. W powieści siostra Virginia stała się siostrą Gertrudą, zaś książę Gian Paolo panem Egidio.
Poza pojawieniem się postaci Mniszki z Monzy w ekranizacjach Narzeczonych Manzoniego, wielokrotnie perypetie życia renesansowej zakonnicy stały się kanwą scenariuszy dla filmów długometrażowych: La monaca di Monza (1947, reż. Raffaello Pacini), La monaca di Monza (1962, reż. Carmine Gallone), La monaca di Monza (1969, reż. Eriprando Visconti), La vera storia della monaca di Monza (1980, reż. Bruno Mattei), La monaca di Monza (1987, reż. Luciano Odorisio), Virginia, la monaca di Monza (2004, reż. Alberto Sironi).